# Lamellobates molecula
Lamellobates molecula is een mijtensoort uit de familie van de Achipteriidae. De wetenschappelijke naam van de soort is voor het eerst geldig gepubliceerd in 1916 door Berlese.